# Lilla Bastan
Lilla Bastan är en sjö i Ronneby kommun i Blekinge och ingår i Nättrabyån-Ronnebyåns kustområde. Sjön är 11,7 meter djup, har en yta på 0,025 kvadratkilometer och är belägen 57 meter över havet.